# Buaran Indah
Buaran Indah is een bestuurslaag in het regentschap Tangerang van de provincie Banten, Indonesië. Buaran Indah telt 25.901 inwoners (volkstelling 2010).